# Monumento a la Revolución (El Salvador)
El Monumento a la Revolución está localizado en la ciudad de San Salvador, El Salvador, en las instalaciones del Museo de Arte de El Salvador, pese a que no es parte de la colección de tal institución dado que es un monumento nacional.  Su edificación inició durante el gobierno del coronel Óscar Osorio para conmemorar el alzamiento que depuso al general Salvador Castaneda Castro del poder, en 1948. Fue terminado en la administración del coronel José María Lemus. 
El conjunto fue ideado por los arquitectos Óscar Reyes y Kurt Schulze, y en la actualidad forma parte del área que comprende el Museo de Arte de El Salvador. Consiste en una Plaza de Banderas delimitada por una pared curva en el costado poniente; en la explanada sobresale un mural que muestra la figura de un hombre desnudo con los brazos en alto que representa al «nuevo pueblo salvadoreño». La silueta —coloquialmente llamada El Chulón— es compuesta por piedras de diferentes regiones del país. La obra fue elaborada por el mexicano Claudio Cevallos y su esposa, la salvadoreña Violeta Bonilla, alumna del muralista Diego Rivera. En la creación estaba proyectada un pebetero con una lámpara votiva, y debajo de la figura se pondría en exhibición la entonces reciente Constitución Política de 1950.
Por otro lado, la construcción es acompañada por una escultura, también propiedad del Estado salvadoreño, con el nombre «Alegoría a la Constitución de 1950», donde se vislumbra un grupo de tallados que representan a un obrero, una madre con su hijo, una niña, otras dos esculturas femeninas, un soldado con su fusil apuntando al suelo y otra imagen femenina que sostiene la Constitución de 1950; todo el conjunto sostiene a una mujer desnuda cubierta con la bandera de El Salvador. Su autor fue el costarricense – mexicano Francisco Zúñiga.

## Relacionado
- Museo de Arte de El Salvador
- Monumento a la Constitución 1950